# سبزقبای زمینی
سبزقبای زمینی(نام علمی: Brachypteraciidae) نام یک تیره از راسته سبزقباسانان است.